# Campionati mondiali di canoa/kayak slalom 1955
I quarti Campionati mondiali di canoa/kayak di slalom si sono svolti a Tacen (Jugoslavia).

## Podi

### Uomini
| Evento        | Oro                              | Perform. | Argento                                      | Perform. | Bronzo                                     | Perform. |
| Canoa         |                                  |          |                                              |          |                                            |          |
| C-1           | Cecoslovacchia Vladimir Jirasek  |          | Cecoslovacchia Ludek Benes                   |          | Germania Est Karl-Heinz Wozniak            |          |
| C-1 a squadre | Cecoslovacchia                   |          | Germania Est                                 |          | Svizzera                                   |          |
| C-2           | Francia Claude Neveu Roger Paris |          | Germania Est Dieter Friedrich Horst Kleinert |          | Cecoslovacchia Frantisek Hrabe Jiri Kotana |          |
| C-2 a squadre | Cecoslovacchia                   |          | Germania Est                                 |          | Austria                                    |          |
| Kayak         |                                  |          |                                              |          |                                            |          |
| K-1           | Germania Ovest Sigi Holzbauer    |          | Svizzera Miroslav Duffek                     |          | Jugoslavia Joze Ilja                       |          |
| K-1 a squadre | Germania Ovest                   |          | Austria                                      |          | Cecoslovacchia                             |          |

### Misto
| Evento | Oro                                      | Perform. | Argento                             | Perform. | Bronzo                                          | Perform. |
| Kayak  |                                          |          |                                     |          |                                                 |          |
| C-2    | Cecoslovacchia Dana Martinová Jirí Pecka |          | Francia Simone Gavinet René Gavinet |          | Cecoslovacchia Jarmila Pacherová Miroslav Cihak |          |

### Donne
| Evento        | Oro                                | Perform. | Argento                   | Perform. | Bronzo                    | Perform. |
| Kayak         |                                    |          |                           |          |                           |          |
| K-1           | Germania Ovest Rosemarie Biesinger |          | Germania Est Karin Tietze |          | Germania Est Eva Setzkorn |          |
| K-1 a squadre | Germania Est                       |          | Germania Ovest            |          | Cecoslovacchia            |          |

## Medagliere
| Posizione | Paese          | Oro | Argento | Bronzo | Totale |
| --------- | -------------- | --- | ------- | ------ | ------ |
| 1         | Cecoslovacchia | 4   | 1       | 4      | 9      |
| 2         | Germania Ovest | 3   | 1       | 0      | 4      |
| 3         | Germania Est   | 1   | 4       | 2      | 7      |
| 4         | Francia        | 1   | 1       | 0      | 2      |
| 5         | Austria        | 0   | 1       | 1      | 2      |
| 5         | Svizzera       | 0   | 1       | 1      | 2      |
| 7         | Jugoslavia     | 0   | 0       | 1      | 1      |
| Totale    | Totale         | 9   | 9       | 9      | 27     |